# Never Again (film, 2001)
Pour les articles homonymes, voir Never Again.
Pour plus de détails, voir Fiche technique et Distribution.
Never Again est un film américain, sorti en 2001.

## Fiche technique
- Titre : Never Again
- Réalisation et scénario : Eric Schaeffer (en)
- Musique : Amanda Kravat
- Pays d'origine : États-Unis
- Format : Couleurs - 1,85:1 - Dolby Digital
- Genre : comédie romantique
- Durée : 98 minutes
- Date de sortie : 2001

## Distribution
- Jeffrey Tambor : Christopher
- Jill Clayburgh : Grace
- Caroline Aaron : Elaine
- Bill Duke : Earl
- Sandy Duncan : Natasha
- Michael McKean : Alex
- David Bailey (en) : Chad
- Peter Dinklage : Harry Appleton
- Ebon Moss-Bachrach : Andy
- Eric Scott : Arthur
- Lily Rabe : Tess
- Trazana Beverley (en) : Infirmière de nuit